# 자유아시아방송

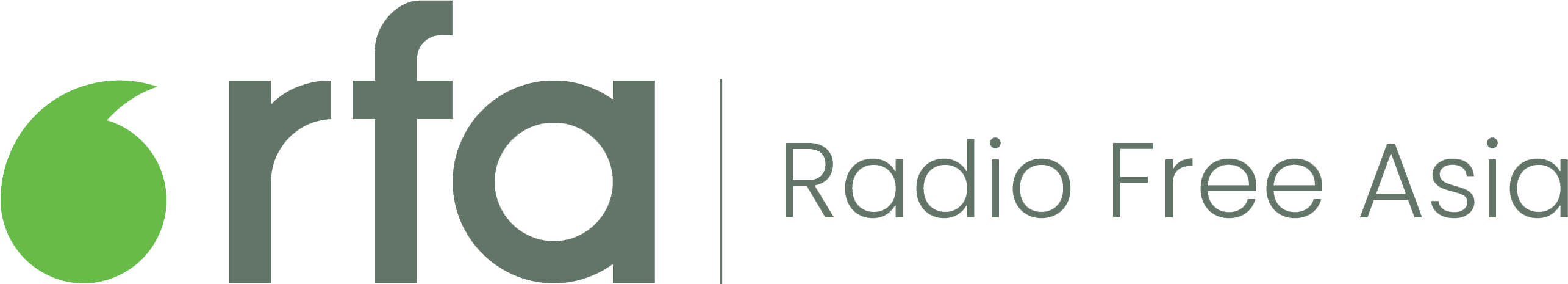

자유아시아방송(Radio Free Asia, 줄임 RFA)은 1994년 미국 국회가 입법한 국제 방송법(International Broadcasting Act)에 따라, 1996년에 미국의회의 출자, 투자에 따라 세워진 국제방송국이다. 미국하원의 지원을 받아 9개 언어로 아시아 전지역을 향해 단파방송을 하고 있다. 지사는 미국워싱턴 D.C.에 있으며, 한국어・조선말 방송국 위치는 대한민국 서울특별시 용산구에 있다.
자유아시아방송의 지침은, 설교하지 말 것, 강의하지 말 것, 직접적인 메시지 전달방식을 피할 것, 주관적인 표현을 피할 것, 어떤 아젠다도 제시하지 말 것 등으로 사실전달의 목적이 분명하다.
2025년 3월 16일 트럼프 2기 행정부 당시 미국 정부효율부가 RFA와 자유유럽방송(RFE/RL), 중동방송(MBN) 등에 대한 자금 지원을 30일간 중단함에 따라 직원들을 일시해고하게 되었다.

## 연혁
- 1996년 9월 중국어 방송 실시.
- 1996년 12월 티베트어 방송 실시.
- 1997년 2월 베트남어, 버마어 방송 실시.
- 1997년 3월 한국어 방송 실시.
- 1997년 8월 라오어 방송 실시.
- 1997년 9월 크메르어 방송 실시.
- 1998년 5월 광동어 방송 실시.
- 1998년 12월 위구르어 방송 실시.

## 한국어・조선말방송
자유아시아방송은 보도와 정보에 자유롭게 접근하지 못하는 조선민주주의인민공화국 주민들을 대리한다는 목적하에 사실의 전달에만 치중하고 있다.
방송편성의 경우, 하루 5시간씩 한반도 주변의 소식과 논평, 기획보도물을 방송하고 있다. 최근에는 단파방송과 더불어, 중파방송은 극동방송과 표준FM은 국방FM(현 KFN 라디오)에서 시작하였다. 다만 표준FM은 현재 방송하지 않고 있다.
조선민주주의인민공화국은 그동안 외국방송이 자국의 사회주의 체제에 나쁜 영향을 끼친다는 판단 아래에, 주민들로 하여금 모든 바깥 라디오방송의 청취를 금지시켜 왔다. 일례로 북조선 인민이 외국에서 현금을 주고 라디오를 사들여 국내로 들여오면, 반드시 이를 당국에 제출해 채널을 고정시키는 과정을 거치도록 했다. 이를 통해 북조선은 주민들이 김정일과 그의 한집안의 공적을 찬양하는 공영방송만 청취하도록 만들었다. 문제는 이것이 지금까지 주목할 만한 효과를 거두었다는 사실이다. 이는 인민반으로 구성된 감시조직이다. 서로가 타인의 남한방송과 같은 외국라디오방송의 청취를 감시해 왔다. 외국방송을 청취한 주민들에 대한 당국의 처벌은 매우 엄중하다.
그러나, 이와 같은 상황이 90년대 들어서 중국의 국경을 통한 탈북이 이어지면서 뒤집어지기 시작했다. 특히, 북조선 밀수업자들은 중국을 통해 라디오를 대거 북조선으로 흘려들여왔는데, 크기가 작아 휴대가 편하고 감시를 피하기에 수월했다. 때문에 북한도 이제 라디오를 찾아볼 수 없는 사회가 아니며, 더 많은 북한주민들이 외부세계에 관해서 관심을 기울이기 시작했다. 이로 말미암아, 탈북자의 다수가 자유아시아방송으로 탈북을 결심했다고 한다.

## 한국어 방송 주파수
(2023년 10월 기준)
- 매일 8시간 방송

| 한국 표준시   | 단파 주파수            | 중파 주파수 |
| ------------- | ---------------------- | ----------- |
| 00:00 ~ 02:00 | 9990, 11510, 11550 kHz | 1188 kHz    |
| 02:00 ~ 04:00 | 9990, 11550 kHz        | 1188 kHz    |
| 06:00 ~ 07:00 | 9940, 9990, 11945 kHz  |             |
| 19:00 ~ 20:00 |                        | 1566 kHz    |
| 21:00 ~ 22:00 | 9900 kHz               |             |
| 22:00 ~ 23:00 | 9900 kHz               |             |

## 방송 언어
- 한국어

- 중국어

- 광둥어

- 티베트어

- 베트남어

- 위구르어

- 버마어

- 라오스어

- 크메르어

## 같이 보기
- 미국의 소리
- 자유 아프가니스탄 방송
- 자유유럽방송